# 33 Pułk Artylerii Lekkiej (II RP)

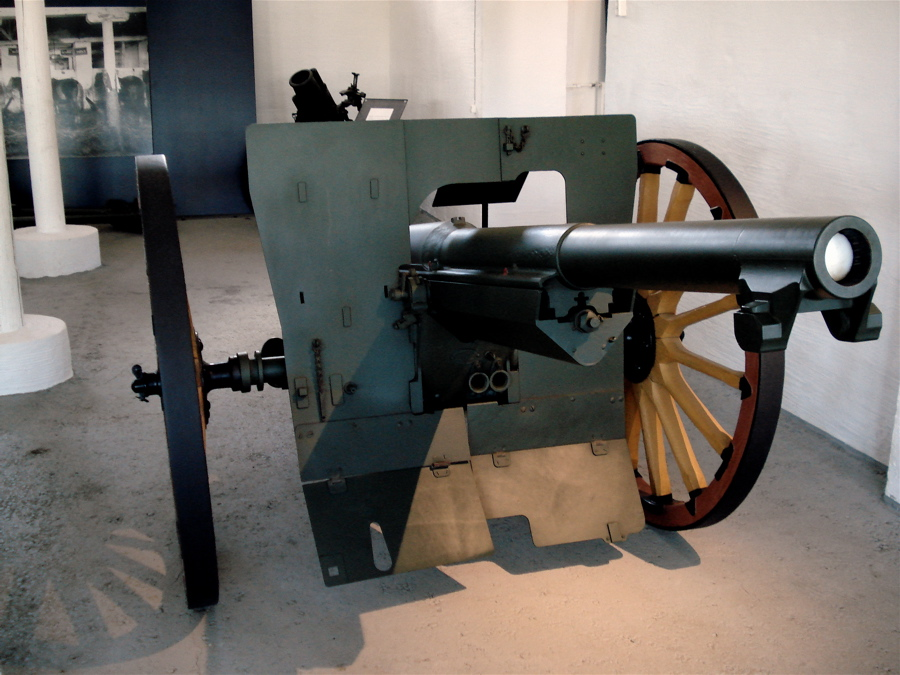
Armata 75 mm wz. 1897

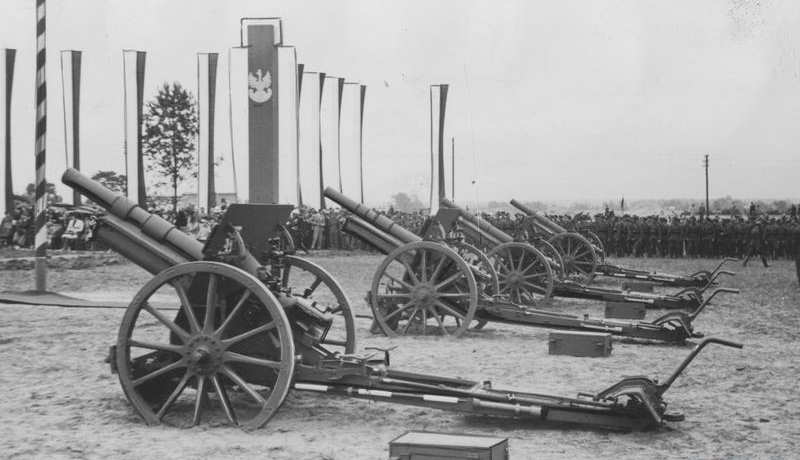
Haubice 100 mm wz. 1914/19P

33 Pułk Artylerii Lekkiej (33 pal) – oddział artylerii lekkiej Wojska Polskiego II Rzeczypospolitej.
Pułk nie istniał w organizacji pokojowej wojska. Został sformowany zgodnie z planem mobilizacyjnym „W” w dniach 31 sierpnia – 5 września 1939 roku, w I rzucie mobilizacji powszechnej.
Jednostką mobilizującą był 33 Wileński dywizjon artylerii lekkiej w garnizonie Wilno.
Pułk był jednostką organiczną artylerii 35 Dywizji Piechoty (rezerwowej).

## 33 pal w kampanii wrześniowej

### Mobilizacja
33 dywizjon artylerii lekkiej miał zmobilizować 33 pułk artylerii lekkiej w I rzucie, w 6 dniu mobilizacji powszechnej. Pierwsze dwa dywizjony pułku miały zostać wyposażone w armaty kal. 75 mm, a III dywizjon w haubice kal. 100 mm. Mobilizacja 33 pal rozpoczęła się 31 sierpnia. I dyon mobilizował się w średniej szkole ogrodniczej na Pohulance, II dyon w majątku Bujdziwiszki, a III dyon w majątku Zameczek. 5 września ukończono formowanie III dywizjonu. Wieczorem tego dnia wyruszył on marszem pieszym do stacji kolejowej Wilno-Ponarska. Formowanie II dyonu ukończone zostało 6 września w godzinach rannych. W pułku wyjątkowo duży procent stanowili rezerwiści–Białorusini oraz żołnierze starszych roczników. Oceniono jednak, że nastroje były bardzo dobre, a wola walki z Niemcami duża.

### Działania bojowe

#### Koncentracja na Podlasiu i przejazd do Lwowa
I dywizjon z Wilna bez przeszkód dojechał do Białegostoku. II dywizjon wyruszył 7 września z Dworca Towarowego w Wilnie. O godz.11.30 eszelony z dywizjonem zostały zaatakowane przez niemieckie samoloty w rejonie wsi Kundzin, zginęło 8 żołnierzy. Dwa następne naloty o godz. 14.00 i 17.00 obyły się bez strat. O godz. 8.00 8 września nastąpił wyładunek dywizjonu na stacji Starosielce. Z uwagi na zniszczenie torów w rejonie Czarnej Białostockiej III dywizjon został wyładowany na stacji Czarna Białostocka i dalszy podróż do Białegostoku odbył w swoim zakresie marszem pieszym. W rejonie miejscowości Suraż odbyła się koncentracja 33 pal.       
Nocą 8/9 września zgodnie z rozkazem Sztabu Naczelnego Wodza 35 DP rez. podjęła marsz w kierunku Białej Podlaskiej przez Juchnowiec Dolny, Chroboły. Od nocy 9 września w Białej Podlaskiej, miejscowości Kleszczele, Czeremsze i Strablach rozpoczęto załadunek oddziałów 35 DP rez. do transportów kolejowych. Załadunek kontynuowano 10 i 11 września. Transporty odjeżdżały trasą Czeremcha, Brześć n/B, Kowel, Włodzimierz Wołyński, a od 11 września trasą Hajnówka, Baranowicze, Łunieniec, Równe, Zdołbunów, Brody. Transporty kierowane były w kierunku Lwowa. 12 września w wyniku zniszczenia torów w Ożydowie koło miasta Krasne w trakcie bombardowania nastąpił wyładunek III dywizjonu, jednak bez 9 baterii haubic, z którą utracono kontakt, dalsze jej losy są nieznane.       

#### W obronie Lwowa
Nocami 12/13 września, 13/14 września i 14/15 września przez Złoczów i Podbrzeźce III/33 pal osiągnął Lwów. W rejonie Kamionki Strumiłowej nastąpił wyładunek 5 baterii II dywizjonu skąd wraz z batalionem II/206 pp pomaszerował przez Lesienice do Lwowa. Reszta II/33 pal podjęła jazdę przez Sarny i Małyńsk w kierunku Lwowa. Baterie I dywizjonu były bombardowane kilkakrotnie w transportach, w Kowlu bateria 1/33 pal poniosła straty; kilku zabitych żołnierzy i utraciła kilka koni. I/33 pal wyładowany został w rejonie Kamionki Strumiłowej 13 września i odbył marsz do Lwowa. Pozostałe wyładowania nastąpiły również w rejonie Kamionki Strumiłowej, skąd kierowano oddziały do Lwowa marszem pieszym. Dywizjony I i III doszły do Lwowa w dniach 14–16 września. 14 września jako pierwszy do Lwowa dotarł dywizjon I/33 pal, zajął natychmiast stanowiska ogniowe. Do Lwowa dotarła również 5 bateria armat, która zajęła stanowiska ogniowe na Placu Strzeleckim jako odwód. 14 września bateria 5/33 pal ostrzelała rejon Bednarówka na południe od Lwowa. 15 września niemieckie stanowiska w rejonie Sokolniki, Zubrza, Sichów. 16 września bateria 5/33 pal ostrzelała 34 pociskami stanowiska niemieckie w rejonie Sołonka Wielka, Sokolniki i folwark Sokolniki. Następnego dnia w godzinach popołudniowych ostrzelała 19 pociskami kolumnę samochodową w Sichowie i kompanię piechoty w marszu w miejscowości Pasieki Miejskie.16 września stanowiska przy ul. Łyczakowskiej zajęła bateria 8/33 pal. W godzinach popołudniowych podjęła ostrzał oddziałów niemieckiej 1 Dywizji Górskiej w rejonie Winniczek, Winnik i drożdżarni w Hołosku. Z nowych stanowisk w Łysej Górze, następnego dnia ostrzelała pozycje niemieckie w Zamarstynowie i Zboiskach. Po czym powróciła na poprzednie. Nocą 17/18 września artyleria niemiecka ostrzelała stanowiska ogniowe baterii 7/33 pal i 5/33 pal. Straty własne, to 6 poległych żołnierzy, 1 ciężko ranny i 13 koni utraconych. Wieczorem 18 września dotarła do Lwowa bateria 6/32 pal, została skierowana na postój do Ogrodu Jezuickiego, gdzie została ostrzelane przez artylerię niemiecką. Poniosła niewielkie straty osobowe i w sprzęcie. Ostatecznie na odcinku zachodnim w zgrupowaniu artylerii dowódcy 33 pal ppłk. Władysława Suryna znalazły się dywizjony I/33 pal, III/33 pal bez 9 baterii, 62 dywizjon artylerii lekkiej oraz przejściowo część 52 dywizjonu artylerii lekkiej i bateria 6/33 pal. Na odcinku południowym od przybycia do Lwowa walczyła bateria 5/33 pal, później dołączyła na krótko 6/33 pal. 19 września baterie 5 i 6 wzięły udział w odpieraniu niemieckiego natarcia piechoty, wspartej czołgami unieruchamiając kilka z nich. Ostatecznie 19 września o godz. 16.00 33 pal wsparł natarcie dwóch batalionów 206 pułku piechoty na Brzuchowice, a dwóch batalionów 207 pułku piechoty na wzg. 324. Skoncentrowany ostrzał 33 pal i innych oddziałów artylerii, umożliwił odbicie Zamarstynowa, Hołoska Małego i południowej części Hołoska Wielkiego. Łącznie pododdziały 33 pal i inne przydzielone, w tej akcji wystrzelały ok. 2000 sztuk różnej amunicji. Z uwagi na podejście do wschodniego i południowego odcinka obrony w dniu 20 września czołówek sowieckich jednostek, wieczorem bateria 5/33 pal stoczyła walkę z dwoma dużymi czołgami sowieckimi niszcząc jeden z nich. Sama utraciła 1 armatę i 2 rannych kanonierów. Wieczorem przerzucono do wsparcia broniących tych odcinków, baterii 5/33 pal i 42 dywizjonu artylerii lekkiej, 1 i 6 baterie armat z 33 pal. Bateria 1/33 pal zajęła stanowiska w rejonie szosy do Winnik. W dniu 22 września garnizon Lwowa skapitulował wobec wojsk sowieckich. Duża grupa oficerów pułku została zamordowana w roku 1940.

#### Działania baterii 4/33 pal
15 września w rejonie Kostopola eszelon z dowództwem II dywizjonu i 4 baterią został unieruchomiony z powodu zniszczenia torów. W wyniku nalotu poległo 3 żołnierzy, 3 zostało ciężko rannych, a 3 lekko rannych wśród nich dowódca II/33 pal mjr Henryk Grużewski, utracono też 4 konie. Nocą 15/16 września transport dotarł do Równego, gdzie w stojącym na stacji pociągu sanitarnym pozostał mjr Grużewski. 16 września dojechano do Zdołbunowa, gdzie zbiegło 5 dezerterów. Na stacji Jeziorany dołączono lorę z kompletną armatą 75 mm wz. 02/26 i skrzyniami ze sprzętem optycznym artylerii. 17 września rano transport był atakowany przez 6 samolotów niemieckich. Po dojechaniu do Demidówki obsługi lkm baterii zestrzeliły przelatujący polski samolot obserwacyjny. Od odłamków zginął jeden z podoficerów baterii. Wieczorem 17 września w Dubnie uzupełniono zaopatrzenie, a nocą w stacji Kamienica za Dubnem transport wyładował się. 18 września 4 bateria i dowództwo dywizjonu podjęły marsz po trasie; Podłuże, Nikitycze, Milcza mała i Wielka, Pełcza, Wołkowyja, Rakoźno, Ostrów. Podczas marszu kilka razy kolumna była ostrzeliwana, przez dywersantów ukraińskich. Po krótkim wypoczynku bateria podjęła dalszy marsz przez Mytnicę, Korolówkę, Szczurowicę. Z uwagi na forsowny 63 kilometrowy marsz padły 3 konie, 12 następnych było całkowicie niezdolnych do dalszego wysiłku. 
W dniu 19 września 4 bateria kpt. Janusza Heckera znalazła się w Szczurowicach i dołączyła do II dywizjonu 40 pułku artylerii lekkiej pod dowództwem ppłk. Jana Cudka, w Grupie „Dubno” płk. Stefana Hanki-Kuleszy. 20 września o godz. 2.00 4/33 pal podjęła dalszy marsz przez Batyjów, Kustyń, Łopatyń, Opłucko, Ohladów do Krzywe. Podczas odpoczynku zajęto stanowiska ogniowe, gdyż grupa była w kontakcie z postępującymi oddziałami sowieckimi. O godz. 20.00 podjęto dalszy marsz, docierając rano 21 września w okolice Kamionki Strumiłowej. Z uwagi na zamknięcie dalszej drogi przez oddział z niemieckiej 4 Dywizji Lekkiej. Bateria 4/33 pal kpt. Janusza Heckera zajęła stanowiska ogniowe w Rudzie Sieleckiej przy cmentarzu, skąd ostrzelała kolumnę samochodów, niszcząc minimum jeden pojazd. Następnie ostrzelała całą baterią, niemieckie czołgi i przygotowującą się do natarcia piechotę. Unieruchomiono 7 pojazdów pancernych i zadano straty piechocie. Oddziały niemieckie wycofały się. Poległo dwóch kanonierów. Bateria ponownie ostrzelała pojawiające się oddziały niemieckie. O godz. 15.30 bateria 4/33 pal wsparła natarcie własnej piechoty na Kamionkę Strumiłową, którą opanowano. Sukcesywnie w baterii nasiliły się dezercje mniejszości narodowych. Podczas odpoczynku w Kamionce Strumiłowej w nocy 21/22 września zdezerterowała grupa żołnierzy baterii uprowadzając 2 armaty. 22 września pozostałość baterii rano w składzie Grupy „Dubno“ pomaszerowała przez Batiatycze, Kupiczwolę, Mosty Wielkie docierając do lasów przy do Bełza. Następnej nocy 22/23 września przemaszerowała bateria do lasów Chlewczany, Sałasza koło Uhnowa. Po całodziennym wypoczynku rano 24 września pomaszerowano przez Karów, Ryczki w kierunku Rawy Ruskiej. Podczas marszu bateria ostrzelana została przez dywersantów ukraińskich we wsi Michałówek, a następnie przez 6 samolotów, tracąc 3 konie. Ok. godz. 16.00 w Ryczkach napotkano oddział niemieckiej 2 Dywizji Pancernej. Po zajęciu stanowisk ogniowych, od godz. 17.00 4/33 pal ostrzelała pozycje niemieckie w rejonie stacji kolejowej Zielona, linie wzgórz, gdzie miała stanowiska niemiecka broń maszynowa oraz wieczorem rozpoznane stanowiska niemieckiej artylerii. Niemiecka artyleria rozproszyła tabor baterii. 25 września rano Grupa „Dubno“ skapitulowała pod Rawą Ruską. Niszcząc większość sprzętu i broni bateria pomaszerował do niewoli niemieckiej.

## Planowana organizacja wojenna i obsada personalna pułku
| Obsada personalna pułku | Obsada personalna pułku                             | Obsada personalna pułku |
| Stanowisko etatowe      | Stopień, imię i nazwisko                            | Uwagi                   |
| ----------------------- | --------------------------------------------------- | ----------------------- |
| dowódca pułku           | ppłk art. Władysław Suryn                           | †1940 Charków           |
| adiutant                | por. Eugeniusz Łuniewicz                            | †1940 Charków           |
| oficer łączności        | por. Michał Oleszek                                 |                         |
| dowódca I dyonu         | kpt. Alfons Krajewski                               | †1940 Charków           |
| adiutant                | ppor. rez. Bohdan Suligowski                        |                         |
| oficer zwiadowczy       | ppor. Niedźwiedź                                    |                         |
| dowódca 1 baterii       | ppor. Zdzisław Kwiatkowski ppor. Józef Krysiulewicz |                         |
| dowódca 2 baterii       | ppor. Zdzisław Kwiatkowski                          |                         |
| oficer ogniowy          | ppor. Jerzy Walusiński                              |                         |
| dowódca 3 baterii       | kpt. Witold Budzyński                               | †1940 Charków           |
| dowódca II dyonu        | mjr Henryk Grużewski (do 15 IX 1939)                |                         |
| adiutant                | ppor. rez. Józef Rynkiewicz                         |                         |
| oficer zwiadowczy       | ppor. rez. Jan Bilewicz                             |                         |
| oficer obserwacyjny     | ppor. rez. Stefan Kotowicz                          |                         |
| oficer łącznikowy       | ppor. rez. Karol Barciński                          |                         |
| oficer łączności        | ppor. rez. Antoni Strzałkowski                      |                         |
| oficer płatnik          | por. rez. Władysław Moncewicz                       |                         |
| oficer żywnościowy      | ppor. rez. Marian Wojciechowicz                     |                         |
| lekarz                  | por. rez. lek. Donat Stankiewicz                    |                         |
| lekarz weterynarii      | kpt. wet. Tadeusz Elektorowicz                      |                         |
| dowódca 4 baterii       | kpt. Janusz Hecker                                  |                         |
| oficer zwiadowczy       | ppor. rez. Adam Orzechowski                         |                         |
| oficer ogniowy          | ppor. rez. Jerzy Perepeczko                         |                         |
| dowódca I plutonu       | ogn. pchor. Bolesław Makiej                         |                         |
| dowódca II plutonu      | kpr. pchor. Józef Jóźwik                            |                         |
| szef baterii            | ogn. Aleksander Debczyński                          |                         |
| dowódca 5 baterii       | por. rez. Lesław Pomianowski                        | †1940 Charków           |
| oficer ogniowy          | ppor. Jan Naborowski                                | †1940 Charków           |
| dowódca 6 baterii       | kpt. Bolesław Zagórny                               |                         |
| oficer ogniowy          | ppor. rez. Andrzej Dębicki                          |                         |
| dowódca I plutonu       | por. rez. Witold Krukowski                          |                         |
| dowódca II plutonu      | pchor. Zygmunt Rapacki                              |                         |
| dowódca III dyonu       | mjr Emil Wierzbiański                               | †1940 Charków           |
| oficer zwiadowczy       | por. rez. Wacław Piotrowski                         |                         |
| oficer łączności        | por. rez. Tadeusz Kazimierz Etienne                 | †1940 Charków           |
| lekarz weterynarii      | ppor. rez. wet. Stefan Kałuski                      |                         |
| dowódca 7 baterii       | kpt. Karol Kunkiel                                  | †1940 Charków           |
| oficer zwiadowczy       | plut. pchor. rez. Zygmunt Mioduszewski              |                         |
| oficer ogniowy          | ppor. Zbigniew Zajączkiewicz                        | †1940 Charków           |
| dowódca 8 baterii       | por. Wacław Korzeniewski                            |                         |
| dowódca 8 baterii       | por. rez. Jerzy Dreszer (od 16-19 IX 1939)          |                         |
| oficer ogniowy          | por. rez. Jerzy Dreszer                             |                         |
| dowódca 9 baterii       | por. Bolesław Gołofit                               |                         |